# Frauen-Eishockeynationalmannschaft der Republik China
Die Frauen-Eishockeynationalmannschaft der Republik China ist die nationale Eishockey-Auswahlmannschaft der Republik China (Taiwan) im Fraueneishockey. Sie nimmt seit 2017 an Weltmeisterschaften der IIHF teil, nachdem sie bereits in den beiden Vorjahren erfolgreich am IIHF Challenge Cup of Asia teilgenommen hatte.

## Geschichte
Die Frauennationalmannschaft der Republik China gab am 6. November 2014 ihr Debüt, als sie im Rahmen des IIHF Challenge Cup of Asia gegen die Nationalmannschaft Hongkongs antrat. Das Spiel konnte sie deutlich mit 7:0 gewinnen. Die Teilnahme am IIHF Challenge Cup of Asia der Division I 2015 war gleichbedeutend mit der ersten Teilnahme an einem internationalen Turnier. Mit vier Siegen aus ebenso vielen Spielen sicherte sich das Team, das gleichzeitig Gastgeber war, auch den Titel. Im folgenden Jahr wiederholte das Team – erneut unbesiegt – den Erfolg.
Die positiven Ergebnisse führten dazu, dass der Verband das Team erstmals für die Weltmeisterschaft der Frauen meldete. Dort trat die Auswahl im Dezember 2016  im Rahmen der Weltmeisterschaft 2017 bei der Qualifikation zur Gruppe B der Division II an. Mit erneut vier Siegen in vier Spielen qualifizierte sich die Mannschaft für die Gruppe B der Division II im Jahr 2018, wo sie hinter Spanien den zweiten Rang belegte und einen erneuten Aufstieg knapp verpasste.

## Platzierungen

### Weltmeisterschaften
- 2017 – 1. Platz, Qualifikation zur Division IIB (33. Platz insgesamt), Aufstieg in die Division IIB
- 2018 – 2. Platz, Division IIB (29. Platz insgesamt)
- 2019 – 1. Platz, Division IIB (28. Platz insgesamt), Aufstieg in die Division IIA
- 2020–2021 – keine Austragung
- 2022 – 4. Platz, Division IIA (25. Platz insgesamt)
- 2023 – 4. Platz, Division IIA (26. Platz insgesamt)
- 2024 – 4. Platz, Division IIA (26. Platz insgesamt)
- 2025 – 4. Platz, Division IIA (26. Platz insgesamt)

### IIHF Challenge Cup of Asia
- 2015 – 1. Platz in der Division I
- 2016 – 1. Platz in der Division I